# Auberville-la-Manuel
Auberville-la-Manuel är en kommun i departementet Seine-Maritime i regionen Normandie i norra Frankrike. Kommunen ligger i kantonen Cany-Barville som tillhör arrondissementet Dieppe. År 2022 hade Auberville-la-Manuel 138 invånare.

## Befolkningsutveckling
Antalet invånare i kommunen Auberville-la-Manuel
| Referens: INSEE |